# Tourisme au Gabon
Le tourisme au Gabon est un secteur de l'économie du pays, qui reste toutefois peu développé et d'une importance économique faible, représentant au total 0,15 % du produit intérieur brut du pays. 
Le pays possède un certain nombre d'attractions touristiques du pays, qui comprennent les plages du Golfe de Guinée, les chutes de la rivière Ogooué, sans oublier la grande biodiversité du pays. L'hôpital fondé par le docteur Albert Schweitzer à Lambaréné attire aussi de nombreux touristes. 
De nombreux parcs nationaux et plusieurs réserves de faune et de flore existent dans le pays, créés sous l'impulsion du président Omar Bongo dans les années 2000.
La chasse est aussi une activité qui participe aux revenus touristiques, elle est légale et contrôlée dans certaines zones du pays, de décembre à septembre. 

## Histoire
Jusque dans les années 2000, l'apport du tourisme aux revenus du Gabon est négligé, placé au second plan dans le développement du pays, loin derrière l'exportation de matières premières telles que le pétrole et le bois. À partir du début des années 2000, cependant, le gouvernement gabonais travaille au développement du secteur en développant le tourisme de luxe et de niche, comme les expéditions dans la brousse ou les safaris. Un diplôme de troisième cycle en tourisme est lancé pour la première fois à l'université de Libreville. 
Selon certains observateurs, la corruption est la principale cause des difficultés que rencontre le tourisme dans de nombreux pays. Dans le cas du Gabon, des infrastructures défaillantes et un manque de capacités d'accueil sont parmi les principales causes de la difficulté de mise en place d'une industrie touristique viable et efficace.
Le 4 septembre 2002, à l'occasion de la conférence des Nations unies sur le développement durable, le président gabonais Omar Bongo annonce la préservation par le pays de 10 % de son territoire, en créant un réseau de 13 parcs nationaux.
Actuellement, l'ensemble des parcs s'étend sur une surface totale plus de 25 000 km2 de terres. Ces nouveaux parcs sont développés pour l'écotourisme, comme alternative économique à l'exploitation des forêts gabonaises pour le bois d'œuvre. 
Le projet d'Omar Bongo est applaudi par Steven Sanderson, président et chef de la direction de la Wildlife Conservation Society, qui le décrit comme « l'un des actes pour la conservation de la nature les plus courageux des 20 dernières années ».
En 2022, la part d'aires protégées passe à plus de 25 % du territoire national.

## Attractions touristiques

### Parcs nationaux
Les 13 parcs nationaux du Gabon comprennent des régions le long du littoral, où les hippopotames sont les animaux les plus représentés, aux forêts continentales du pays[réf. nécessaire], abritant entre autres une importante population de gorilles. La préservation des gorilles est un enjeu touristique majeur, car ils sont des animaux symboliques de l'Afrique et de la vie sauvage, et sont très appréciés des touristes, prêts à débourser de fortes sommes d'argent pour les admirer,. Plusieurs plans de réintroduction et d'étude de ces animaux ont ainsi été mis en place.
L'Agence nationale des parcs nationaux du Gabon est créée en 2002 afin de gérer la protection et l'administration des différentes aires protégées du pays.

## Statistiques
En 2000, le Gabon compte environ 2 450 chambres d'hôtel.  
Environ 155 000 touristes passent les frontières du pays cette année-là et les recettes touristiques avoisinent les 7 millions de dollars. L'année précédente, les revenus liés au tourisme représentaient entre 1 et 3 % du produit intérieur brut. En 2005, 526 000 touristes arrivent au Gabon et, en 2016, l'apport du tourisme au produit intérieur brut est estimé à 0,15 %.
Le Département d'État américain estime en 2002 le coût quotidien moyen d'un séjour dans la capitale gabonaise, Libreville, à 182 dollars par jour. Ailleurs dans le pays, la moyenne des dépenses journalières ne dépasse pas 70 dollars. 

## Entrée dans le pays
Un visiteur est tenu d'avoir un passeport et un visa, sauf s'il est en provenance de France, d'Allemagne ou de certains autres pays africains. Un certificat de vaccination contre la fièvre jaune est aussi nécessaire pour entrer dans le pays,.  